# Luc Wirtgen
Luc Wirtgen (7 juli 1998) is een Luxemburgse wielrenner die sinds 2023 uitkomt voor Tudor Pro Cycling Team. Luc Wirtgen is er tot dusver nog niet in geslaagd om een profzege te behalen. Zijn oudere broer Tom is eveneens beroepsrenner geweest.

## Resultaten in voornaamste wedstrijden
|      | \| Jaar \| Milaan-San Remo \| Ronde van Vlaanderen \| Amstel Gold Race \| Luik-Bast.‑Luik \| Ronde van Lombardije \| Waalse Pijl \| Parijs-Tours \| \| WK op de weg \| \| ---- \| --------------- \| -------------------- \| ---------------- \| --------------- \| -------------------- \| ----------- \| ------------ \| \| ------------ \| \| 2020 \| \| 88e \| \| \| \| \| 30e \| \| \| \| 2021 \| \| 69e \| 46e \| 46e \| \| 119e \| 114e \| \| \| \| 2022 \| \| \| \| 48e \| \| opgave \| \| \| 95e \| \| 2023 \| 82e \| \| \| \| \| \| \| \| \| \| 2024 \| \| \| \| \| opgave \| \| \| \| opgave \| \| 2025 \| \| \| opgave \| \| \| \| \| \| \| |                      |                  |                 |                      |             |              |  |              |
| Jaar | Milaan-San Remo | Ronde van Vlaanderen | Amstel Gold Race | Luik-Bast.‑Luik | Ronde van Lombardije | Waalse Pijl | Parijs-Tours |  | WK op de weg |
| 2020 | | 88e                  |                  |                 |                      |             | 30e          |  |              |
| 2021 | | 69e                  | 46e              | 46e             |                      | 119e        | 114e         |  |              |
| 2022 | |                      |                  | 48e             |                      | opgave      |              |  | 95e          |
| 2023 | 82e |                      |                  |                 |                      |             |              |  |              |
| 2024 | |                      |                  |                 | opgave               |             |              |  | opgave       |
| 2025 | |                      | opgave           |                 |                      |             |              |  |              |

## Ploegen
- 2017 –  Leopard Pro Cycling  vanaf 14 juni
- 2018 –  Leopard Pro Cycling
- 2019 –  Wallonie-Bruxelles Development Team
- 2020 –  Bingoal - Wallonie Bruxelles
- 2021 –  Bingoal Pauwels Sauces WB
- 2022 –  Bingoal Pauwels Sauces WB
- 2023 –  Tudor Pro Cycling Team
- 2024 –  Tudor Pro Cycling Team
- 2025 –  Tudor Pro Cycling Team

Castrique · De Bie · Huys · Ista · Lietaer · Livyns · Molly · Mortier · Nõmmela · Paasschens · Peyskens · Planckaert · Robeet · Six · Suter · Taminiaux · Vallée · Vanendert · L. Wirtgen · T. Wirtgen
Aniołkowski · Castrique · De Bie · Dupont · Huys · Livyns · Menten · Mertz · Molly ·Paasschens · Paquot · Peyskens · Rex · Robeet · Suter · Vallée · Vanendert · Venner · L. Wirtgen · T. Wirtgen · De Maeght (stagiair) · Desal (stagiair)
Aniołkowski · Blouwe · De Maeght · Desal · Dupont · Lauk · Livyns · Meens · Menten · Mertz · Molly ·Paasschens · Paquot · Peyskens · Rex · Robeet · Tietema (vanaf 1/2) · Tizza · Venner · Viviani (vanaf 21/3) · L. Wirtgen · T. Wirtgen · Desmarets (stagiair) · Dopchie (stagiair)
Bohli · Brun · Charrin · de Kleijn · J. Eriksson · L. Eriksson · Froidevaux · Heming · Kamp · Kelemen · Kluckers · Kolze Changizi · Pellaud · Pluimers · Reichenbach · Suter · Thalmann · Voisard · Wilksch (vanaf 5/8) · Wirtgen · Zijlaard
Bohli · Brenner · Brun · Charrin · Dainese · de Kleijn · J. Eriksson · L. Eriksson · Froidevaux · Heming · Kamp · Kelemen · Kluckers · Kolze Changizi · Krieger · Mayrhofer · Pellaud · Pluimers · Reichenbach · Rondel (vanaf 20/7) · Storer · Stork · Suter · Thalmann · Trentin · Voisard · Wilksch · Wirtgen · Zijlaard